# 크루시픽스 크릭
크릭 (Kricc)(크루시픽스 크릭/Krucifix Kricc)은 대한민국의 음악 프로듀서이다. 90년도 말~2000년도 초반의 대표적인 흑인음악 관련 통신 커뮤니티였던 나우누리의 SNP (Show & Prove)의 창립 멤버중 한명으로써 활동을 시작하며, 당시 나우누리의 자체 자료실에 여러 곡의 데모곡을 올리면서 주목받기 시작했다. 2000년 3월에는 그 당시 전도유망하였던 데프콘, 버벌 진트, 피타입 등이 피쳐링한 데모앨범 「Kricc Presents.. Untouchable Rebellion」 을 100장 한정으로 발매하였고 그 후 비슷한 시기에 버벌 진트, 비솝(B-soap)과 함께 프로젝트 팀 "디엔 미쉘 (Dien Michel)"을 결성, 두 곡의 데모곡을 발표하였다. 현재는 힙합 크루 오버클래스(Overclass)에서 프로듀서로 활동하고 있다.

## 정식 활동이후의 행적
2002년에 마스터플랜 레코드를 통해서 정식 1집 「Kandid Collection Vol.1」을 발매한다.
이 앨범은 한국 힙합 초창기에 시작된 몇 안되는 감상용 재즈힙합 음반으로써,
많은 전문가들과 음악 애호가들에게 한국 힙합의 클래식 앨범중의 하나로 인정받았으나 재발매를 하지 않아 절판,
2009년 1월 5일이후 2집 「미묘」의 발매일에 맞춰 재발매되었다.
이 앨범의 수록곡들은 주로 재즈, 드럼 앤 베이스, 앱스트랙트 힙합 등의 요소가 가미된 트랙들로써 경음악과 랩 트랙이 교차하는 구조로 꾸며져 있다.
이후 2008년 8월엔 팀메이트인 비솝의 첫 정규 앨범 「Souvenir LP」에 프로듀서로써 참여하며 복귀하였다.
이후 2008년 11월엔 힙합 크루 오버클래스(Overclass) 에 가입하였다.

## 활동명 변경
활동 초기에는 크릭 (Kricc)이라는 이름으로 데뷔, 래퍼로 활동할때는 Krazy Kricc이라는 예명도 병행해서 사용하다가
데뷔 앨범 「Kandid Collection Vol.1」을 발매하면서 크루시픽스 크릭 (Krucifix Kricc)이라는 이름을 사용하게 된다.
2015년 8월에 와서는 신보 발표와 동시에 활동 이름을 다시 Kricc (크릭)으로 회귀하였다.

## 개인 음반
- 2000. 3 : 「Kricc Presents.. Untouchable Rebellion」 (데모앨범/비공식)
- 2002. 9 : 「Kandid Collection Vol.1」 (정규음반 1집)
- 2009. 1 : 「미묘」 (정규음반 2집)
- 2010. 4 : 「NEIPE Mixtape A」 (믹스테잎/비공식)[1]
- 2010.10 : 「Transform」 (정규음반 3집)
- 2012. 7 : 「소우주 (小宇宙)」 (디지털 싱글)
- 2015. 8 : 「Beats from the Planet: Alpha」 (디지털 앨범)
- 2015. 9 : 「Beats from the Planet: Beta」 (디지털 앨범)
- 2015.10 : 「Beats from the Planet」 (정규음반 4집)

## 참여한 음반 및 곡
- 2000. 2 : 트래직 템플 (Tragic Temple) 「Chapter 1」 (비공식)
- 2000. 4 : Trish Park 「'so bad' single album」 (비공식)
- 2002.12 : 마스터플랜 「MP Hip-Hop 2002 '풍류'」 - 10월 18일:날씨 흐림 (비솝, Goliath Monsta, DJ 소울스케이프)
- 2008. 8 : 비솝(B-soap) 1집 「Souvenir LP」 - 검은 드레스의 웬디
- 2009. 2 : 오버클래스 (Overclass) 「Collage 2」 - Color Therapy (feat. 산이, 비솝, 리미, Warmman)
- 2010. 3 : 스윙스 (Swings) 「Growing Pains」 - 나한테 그러지마 (feat. 더 콰이엇)
- 2010. 5 : 오버클래스 (Overclass) 「Collage 3」 - Trinity (feat. 비솝, 영쿡, 버벌 진트), 아이처럼 (by B-Soap & Kjun)
- 2010. 8 : 리미 (Rimi) 「엘레베이터」 (디지털 싱글)
- 2012.12 : 타프카 부다 (TAFKA Buddah) 「Rock Tonight」 (디지털 싱글)
- 2014. 7 : 타프카 부다 (TAFKA Buddah) 「A Cat In The Brain」 - Rock Tonight feat. Soul Dive (Krucifix Kricc Remix)
- 2015. 9 : 비솝(B-soap) 「sceneries EP」- 중간층 (feat. 김다영), 마지막 미소(feat. Kjun), 뮤즈를 쫓는 모험, 나만의 아이돌
- 2015.11 : 비솝(B-soap) 「secrecies EP」- 창의 도시, 나선 계단
- 2016. 1 : 비솝(B-soap) 2집 「짝사랑들 (crushes)」
- 2017. 6 : 오버클래스 (Overclass) 「Collage 4」 - Lazyday (버벌 진트, 비솝, Lil Boi, 김다영)
- 2017. 9 : 버벌 진트 - 「자기암시」 (디지털 싱글)
- 2017.10 : 버벌 진트 - 「No Excuses EP」 - 자기암시 (feat. SUPERBEE)

## 대표곡
- Unspoken Love (Kandid Collection Vol.1)
- Reunion (feat. 비솝, 버벌 진트, 더 콰이엇 & 조현아 of Urban Zakapa) (미묘)
- 평행세계 (feat. 비솝 & Kjun) (미묘)
- Can You Be My (feat. 비솝, Kjun & Tyra) (Transform)